# Robert Lentz (militair)

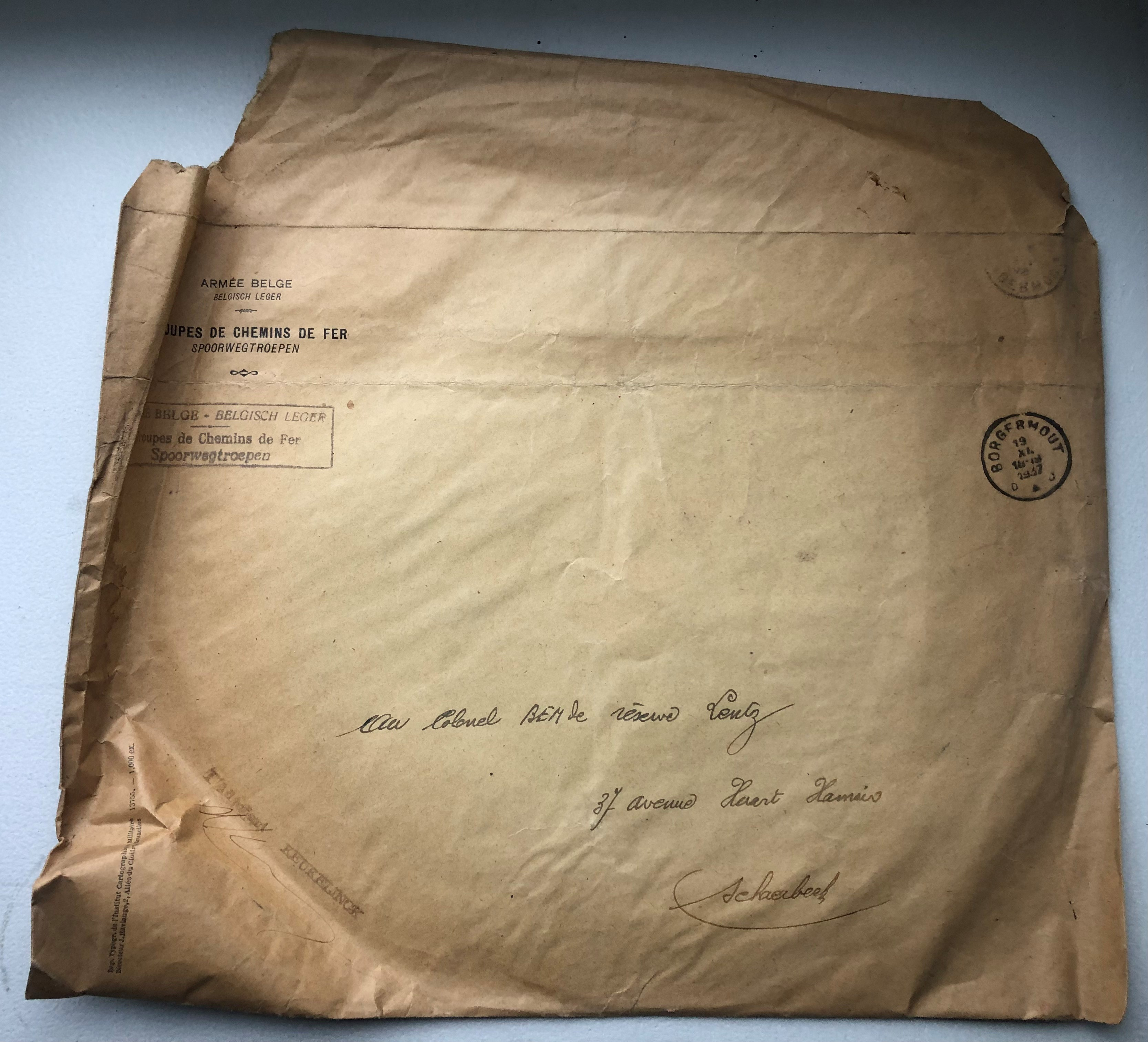

Luitenant-kolonel Robert Lentz (Gent, 20 oktober 1885 - Brussel, 10 november 1949) was een Belgisch militair tijdens de Eerste Wereldoorlog en militair en verzetsstrijder tijdens de Tweede Wereldoorlog en oprichter van Het Heropgericht Belgisch Leger.

## Biografie
Robert Lentz werd in 1885 geboren in Gent als zoon van een Belgisch officier. Lentz schreef zich op zestienjarige leeftijd in bij de Cadettenschool en studeerde vanaf 8 november 1904 aan de Koninklijke Militaire School in Brussel, waar hij op 26 maart 1907 afstudeerde. Hij diende vervolgens als onderluitenant bij het regiment van de 4de Lansiers. In juli 1912 ging hij naar de militaire school, maar zijn studies werden onderbroken door de mobilisatie. Lentz vocht op 12 augustus 1914 mee bij de Slag der Zilveren Helmen in Halen en bracht het tot majoor. Toen in 1925 het Belgisch leger ingekrompen werd verliet hij de militaire dienst.
Bij het uitbreken van de Tweede Wereldoorlog werd Lentz opnieuw opgeroepen en diende hij als stafchef bij de 17de Infanteriedivisie. Na de Achttiendaagse Veldtocht en de capitulatie van België in mei 1940 recruteerde Lentz officieren van zijn eenheid en leden van de Nationale Unie van Reserve-officieren (UNOR) voor de oprichting van de verzetsgroep het Heropgericht Leger van België. Lentz zocht contact met de verzetsbeweging La Phalange van Xavier de Hemricourt de Grunne en in oktober-november 1940 fuseerden beide verzetsgroepen. In de zomer van 1941 werden de koningsgezinde verzetsgroepen samengevoegd met het Belgisch Legioen van Charles Claser.
Op 8 mei 1942 werd Lentz gearresteerd in zijn woning in Brussel en 17 maanden in het geheim vastgehouden in de gevangenis van Sint-Gillis. Hij werd op 13 oktober 1943 naar Duitsland overgebracht en gevangengezet in de gevangenissen van Aken, Düsseldorf en Hamburg. Op 23 januari 1945 werd hij naar Sachsenhausen gedeporteerd en overleefde daar de op 25 april 1945 gestarte dodenmars. Lentz werd op 4 mei 1945 bevrijd en keerde op 13 mei terug naar Brussel. De verzwakte Lentz werd nooit meer helemaal gezond en stierf op 10 november 1949 in Brussel.